# Bazel (België)
Bazel is een plaats in de Belgische provincie Oost-Vlaanderen en een deelgemeente van de gemeente Beveren-Kruibeke-Zwijndrecht, het was een zelfstandige gemeente tot aan de gemeentelijke herindeling van 1977. Bazel ligt in het oosten van het Waasland aan de linkeroever van de Schelde.

## Toponymie
Algemeen wordt, op gezag van de plaatselijke heemkundige Alois Maris, aangenomen dat de oorsprong van de naam Bazel, of meer bepaald de oude benaming Barsela, een samenvoeging is van de Frankische woorden baar = bloot of woest, en sele of sela = woning (onder één dak gelegen of zelfs uit één zaal bestaand). Vergelijk ook met de Belgische dorpen Beerzel en Beersel. Barsela evolueerde over Baersele en Baersel tot Baesel, Basel en Bazel. De heren van Barsela bewoonden het Kasteel Wissekerke te Bazel.

### Het naamsdeel 'bar'
Er is echter ook een andere oorsprong mogelijk voor de bar of baar in het eerste deel van de naam. Zo kennen we ook de evolutie van de naam Baarsant, een teloorgegaan dorp ten noordoosten van het oude eiland Cadzand: van Bardesant over Burdasanda en Bersant tot Baarsant. En zelfs te Bazel kennen we een andere geschiedenis van het naamsdeel bar: in de naam van de reeds genoemde Barbierbeek (vroeger Bortbuerbeke) en het daaraan gelegen hof Bordebure.  Het Vroegmiddelnederlands Woordenboek van de Schatkamer van de Nederlandse Taal verklaart bordebure als de samenstelling van het zelfstandig naamwoord bort 'plank' en het zelfstandig naamwoord bure 'kot', een planken kot. Dit evolueerde dan van Bord(e)bure via Borbuer en Burbuur tot Barbier. Het Hof Bordebure, dat later Oud Hof genoemd wordt (in tegenstelling misschien tot het 'nieuwere' hof van Wissekerke), stamt alvast uit dezelfde tijd en was lange tijd misschien zelfs belangrijker dan de zetel te Bazel van de heren van Barsele, te weten de heerlijkheid Wissekerke. Alvast op de Ferrariskaarten (1771-1778) was de bewoning rond het Oud Hof nog belangrijker dan die rond Wissekerke. Mogelijk is het hof Bordebure daarom de naamgever van het dorp Barsela. Alvast op de oudste landkaarten van de streek (vanaf Mercators tijd) vinden we wel Bazel en het voornoemd Oud Hof of Bordebure terug, maar nooit Wissekerke of Barsela.
Een andere mogelijke oorsprong van het deel bure in bordebure is van het Frankisch voor grens komt, in welk geval de Bordeburebeek of Barbierbeek gewoon de grens van het domein van Borde-sele was. Niets is echter zeker van die tijd met zo weinig geschreven bronnen. Er is b.v. ook een Friese verklaring voor Bordebure: dan zou bord = boord of grens, en bure = huis, dus huis op de grens (gevormd door de Barbierbeek).

### Verband met Borsele?
Soms werd in plaats van Barsele ook Borsele geschreven, waarschijnlijk door verwarring met het Zeeuwse dorp Borssele (dat, om de verwarring te vergroten, bovendien banden had met een dorpje Wissenkerke). Tot omstreeks 1530 was Borssele een eiland. Pas bij de wederdrooglegging vanaf 1616 wordt dit gebied aan het eiland Zuid-Beveland gehecht, en ontstaat er een dorp Borssele. De heren van Borssele werden zeer invloedrijk in Zeeland en het graafschap Holland. Toch kozen ze te gelegener tijd ook partij voor de graaf van Vlaanderen, in diens strubbelingen met de graaf van Holland omtrent het bezit van Zeeland. Zeker werden de heren van Borssele dan ook beloond met giften van de graaf van Vlaanderen. De bronnen die daarvan bewaard zijn, vermelden enkel giften in het betwiste gebied, namelijk de Vier Ambachten en Zeeland, maar geen in het Waasland.
Bovendien zien we nu meer naamsgelijkenis dan er toen in werkelijkheid was. De heren van Bazel wordt al vernoemd als de Barsela sinds halfweg de 12e eeuw, met o.a. Boidinus of Boudin de Barsela in 1164 en zijn gelijknamige zoon in 1201. De vroegste vermeldingen die mogelijk aan Borssele refereren, zijn namen als Brumsale (976), Brumisela (1003), Brumsela (1040) en Brinisila (1161). De oudste vermeldingen die met zekerheid terug te voeren zijn tot Borssele en de heren van Borssele, betreffen steevast de naam de Bersalia. Van 1246 tot zeker 1299 wordt er gesproken over Nicolaus de Bersalia en zijn zonen Petrus en Henricus de Bersalia. Deze laatste, ook heer van Wisse of Wissekerke, had een zoon Raas, na 2 eerdere huwelijken waarschijnlijk een bastaard. Die wordt als bouwer van de burcht van Barsele in Bazel genoemd (zie verder). Hiervoor zijn echter geen andere argumenten te vinden dan gelijkenis van de namen Barsele en Borssele, en zoals gezegd de naam Wissekerke in Bazel zowel als op Zuid-Beveland (maar er is overigens ook een Wissenkerke op Noord-Beveland). Voorlopig is het dus wijs ervan uit te gaan dat Bazel en Borssele weinig gemeen hadden.

## Geschiedenis
Bazel is de oudste kern in het gebied, en omvatte oorspronkelijk ook de huidige mede-deelgemeenten Kruibeke en Rupelmonde, alsmede Steendorp, deelgemeente van Temse. In de vroege geschiedenis van Bazel worden die gebieden mee beschreven.

### Prehistorie
Van oorsprong was het grondgebied van Bazel moerassig, met heide en plekjes bos. De in 2011 opgegraven site in Sluis, op een zandrug in de riviervlakte van de oude Schelde, trof menselijke bewoning aan in het achtste millennium v.Chr. Dit is het Vroege Mesolithicum en het begin van het Midden-Mesolithicum. Daarna werd de site verlaten tot er nieuwe bewoning kwam van het late zesde millennium tot de eerste helft van het vierde millennium v.Chr. Deze tweede fase komt overeen met het Late Mesolithicum en de overgang naar het Neolithicum, met de Swifterbantcultuur en de Michelsbergcultuur. Vondsten van gedomesticeerd graan en vee (koeien, schapen, geiten en varkens) behoren tot de vroegste landbouwproducten die zijn aangetroffen in de vlakte van Noordwest-Europa. Dit gebeurde nog in een jager-verzamelaar-context ca. 4800-4600 v.Chr.
Vóór 2011 gevonden artefacten dateren uit het neolithicum. Ze zijn aangetroffen op de Roomkouter te Steendorp. Het betreft onder meer een gebroken pijlpunt met schachtdoorn en weerhaken.
Recenter werd het gebied bewoond door Kelten, zeker langs de Scheldeboorden. Getuigen hiervan zijn onder meer de toponiemen die naar die rivier verwijzen (Scald in het Keltisch): Schauselebroek, Schaudries, 't Schoutheyt, en toponiemen met de Keltische uitgang rick, zoals Bolderik en Hemelrijk.
Waarschijnlijk werden de Kelten hier gevolgd door het Keltisch-Germaanse mengvolk der Menapiërs, alhoewel daarvan te Bazel geen sporen zijn gevonden.

### Romeinse tijd
Tussen 57 v.Chr. en 51 v.Chr. trok de Romein Gaius Fabius met zijn troepen het Waasland binnen. Hoog genoeg boven de moerassige Schelde-oevers legden de Romeinen een verharde weg aan van Antwerpen naar Temse, waarvan het tracé nu nog grotendeels gevolgd wordt door de gewestweg van Zwijndrecht naar Temse. Vermits er hogerop nog een belangrijkere Romeinse heirbaan van Burcht over Lokeren naar Gent liep (die trouwens tussen Velle en Sint-Niklaas de Hoge Heerweg heet), draagt die langs de Schelde-oevers plaatselijk de naam Lage Heirbaan of ook Nedere Heirweg.
Tot de vondst in 1998 van Romeinse afvalputten bij de kleiputten van Kruibeke, was er aan deze kant van de Schelde geen Romeinse nederzetting bekend die dichter bij Antwerpen lag dan degene die 20 jaar eerder te Bazel was gevonden. Op de Roomkouter in Steendorp was immers langs de Lage Heirbaan een nederzetting van Romeinse oud-legionairs. Ook steenbakkers woonden daar, die dus reeds vroeg de Boomse klei hadden ontdekt. Nu nog worden op de Steenakkers aldaar stenen naar boven geploegd. Er zou ook een bewoningskern (vicus) geweest zijn hoog op de Hanewijk. In het hart van het Bazelse dorp dan weer, in de achtertuin van het huis te Rupelmondestraat nr. 17, werden scherven gevonden van aardewerk uit de Romeinse tijd, benevens zo'n vijftig stukken van een eenvoudig oventje om ijzererts uit te smelten.

### Kerstening
Over de stichting van de parochie van Bazel is geen duidelijkheid. Genoemd worden Sint-Amandus en zijn gezellen (rond 680), de heilige Amelberga van Temse die halfweg de 8e eeuw actief was in buurgemeente Temse, en de markante heilige Ursmarus, van wie verhaald wordt dat hij in het begin van de 8e eeuw een stamhoofd moest kidnappen, eer de bevolking haar geloof wilde belijden in de verrijzenis van Christus.

### Vroege inpoldering
In die tijd, de 8e of 9e eeuw, zou ook al een eerste vorm van inpoldering van de Scheldeoevers begonnen zijn: broekdammen rond de moerassige grond (broek) beveiligden hoger gelegen gebieden, op grote afstand van de rivier, tegen het springtij, en buitendijks werden verhoogde gaanwegen aangelegd, met aan weerszijden afwateringsgrachten, om zich met droge voeten te kunnen verplaatsen. Beide termen komen nu nog veelvuldig voor in de lokale straatnamen.

### De Vikings
Vanaf de 9e eeuw echter maakte heel Europa kennis met de Vikings. Zij werden zelfs gesignaleerd op waterloopjes als de Barbierbeek, die op de grens van Bazel en Kruibeke in de Schelde uitmondt. De Barbierbeek immers was, naar het reliëf uitwijst, zeker bij hoogwater op de Schelde bevaarbaar tot aan de huidige autosnelweg E17.
Na Karel de Grote, en vooral na de verdeling van het Frankische rijk met het verdrag van Verdun (843), waren de koningen niet krachtig genoeg om het verweer tegen de Vikings te organiseren. De plaatselijke machthebbers moesten voor de verdediging instaan, en bouwden zo ook hun machtspositie uit. In die omstandigheden kreeg Boudewijn I met de IJzeren Arm, schoonzoon van koning Karel de Kale, de verantwoordelijkheid als graaf over de gouwen Gent en Waasland, later ook Terwaan en vermoedelijk Vlaanderen (toen beperkt tot de kuststreek van Brugge) en het latere Aardenburg. Aldus zullen doorheen de geschiedenis de stad Gent en het Waasland herhaaldelijk samen opduiken, als oerkern van het graafschap Vlaanderen. En in het Waasland werden al spoedig Bazel en zijn heren belangrijke spelers.
De Vikings kregen na de dood van Boudewijn I in 879 4 jaar lang nagenoeg vrij spel in Vlaanderen, terwijl de nieuwe (of 1e echte) graaf van Vlaanderen, zijn zoon Boudewijn II de Kale, 15 jaar oud, standhield in de burcht van Brugge. Vanaf 883 organiseerde Boudewijn II echter de verdediging tegen de Vikings, en liet een gordel van burchten oprichten langs de kustvlakten en rivieren van Vlaanderen. Ook langs de Schelde, die niet alleen een invalsweg was voor de Vikings, maar sinds het Verdrag van Verdun ook de grens tussen West-Francië (met het Vlaamse grondgebied) en Midden-Francië.

### De eerste versterkingen

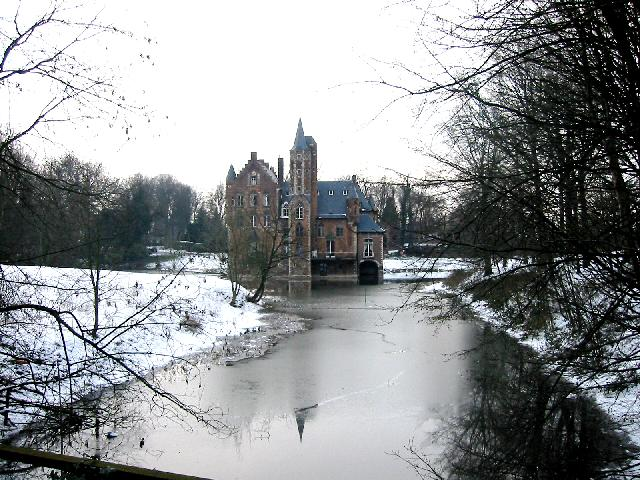
kasteel Wissekerke, vanop het bruggetje over de Daalstraatbeek

Men vermoedt dat zo reeds in 884 te Bazel een eerste versterking of waterburcht gebouwd werd in opdracht van Boudewijn II de Kale. Die zou dan aan de westkant van het huidige kasteel Wissekerke gestaan hebben, op een boogscheut van de vernoemde Barbierbeek. Die locatie ligt 6 meter lager dan het vlakbij gelegen dorpscentrum, in de kreekachtige uitloper die het waterloopje de Daalstraatbeek heeft uitgesleten in de hellende oever van de winterbedding van de Schelde. Als dat juist is, dan werd Barsele de naam van die burcht. De van oorsprong Frankische uitgang sele komt al sinds de 7e eeuw voor in de streek komt. Volgens sommige auteurs zou dan ook al in de 7e eeuw op deze plaats een Barsele gestaan kunnen hebben, en zijn naam doorgegeven aan de nieuwe versterking. De naam Barsele hóeft dus niet te betekenen dat de waterburcht van Boudewijn II slechts een grote zaal was. Zoals gebruikelijk gaf de burcht ook haar naam aan de ridders aan wie ze werd toevertrouwd, en die er de heerlijkheid uitoefenden. We vinden hun naam terug vanaf 1156. Eveneens kan uit omstandigheden afgeleid worden dat er reeds voor 964, vlak bij de burcht, een gebedsplaats was in Bazel, die mogelijk tussen 900 en 950 de status van parochiekerk kreeg.

### Kouters
Omstreeks 900 werden echter ook nog andere versterkingen opgericht te Bazel; er zijn zeker nog 3 vluchtburchten geweest langs de Barbierbeek zelf, op min of meer gelijke onderlinge afstand. De graaf liet die bouwwerken over heel het land natuurlijk niet op eigen kosten uitvoeren. In plaats daarvan gaf hij die opdracht aan ridders uit zijn gevolg. Tot levensonderhoud van zichzelf en hun paard (niet te onderschatten wat zo'n beest eet, zeker in de winter) kregen zij een stuk grond in leen. Een deel daarvan brachten ze zelf in cultuur (vanwaar de naam cultura of kouter); van sommige van die kouters kan worden beredeneerd dat ze voor 930 zijn aangelegd. Andere opbrengsten kregen de leenmannen van de mensen die, naar gebruik van die tijd, bij de grond hoorden, de (onder)horigen, en waarover de leenman aldus heer werd.

### Leenstelsel
In ruil voor de grond en de mensen daarop hadden de leenmannen verplichtingen jegens de graaf, die zeer gedetailleerd beschreven werden, en waarbij meestal de ruiterdienst hoorde, in de strijd of als boodschapper naar andere grafelijke versterkingen. Zo ontstond een klasse van ridders/landbouwers, die de geschiedenis van de streek, en van Bazel in het bijzonder, getekend hebben. Niet alleen in rustiger tijden, maar meer nog genoodzaakt door de lasten van de veelvuldige oorlogen, bouwden deze ridders immers hun versterkingen tot versterkte hoeves. Uit de 3 hierboven genoemde versterkingen bijvoorbeeld groeiden het Hof te Borbuer, later Oudhof, dat pas onlangs plaats heeft moeten maken voor een villawijkje, en de nog bestaande hoeven Geelhof en Hof ter Elst. Ook de namen van de ridders uit die tijd vinden we nu nog terug bij de Bazelse bevolking, zoals de families Vijt, Vergauwen, Nielandt.
De leenboeken waarin de hele administratie werd bijgehouden van wie wat in leen had, en welke diensten zij moesten leveren, werden later de belangrijkste bron van geschiedenisonderzoek, naast de parochieregisters. Zo zou het Robbrecht-leen, begrensd door de huidige Portugezenstraat, Heirstraat, Nieuwstraatje, Kraakstraat en Hoogstraat naar verluidt gegund zijn door Robrecht II van Jeruzalem, graaf van Vlaanderen van 1093 tot 1111 (maar mogelijk ook pas door Robrecht III van Béthune, graaf van Vlaanderen van 1305 tot 1322). In elk geval begon men reeds in de 12e eeuw met de systematische ontginning en inpoldering van het Bazelse grondgebied, en in 1238, geholpen door de zo verkregen voorspoed, startte Raas van Barsele de bouw van een nieuw kasteel. Ook toen was er al naamsverwarring. Deze van Barsele was inderdaad een heer van het Zuid-Bevelandse Borssele, en waarschijnlijk daarom gaf hij zijn nieuwe kasteel een andere naam. Dat werd dan Wissekerke, naar een van zijn andere bezittingen, maar mogelijk ook omdat zijn vrouw Wisse heette.

### Scheldeveer

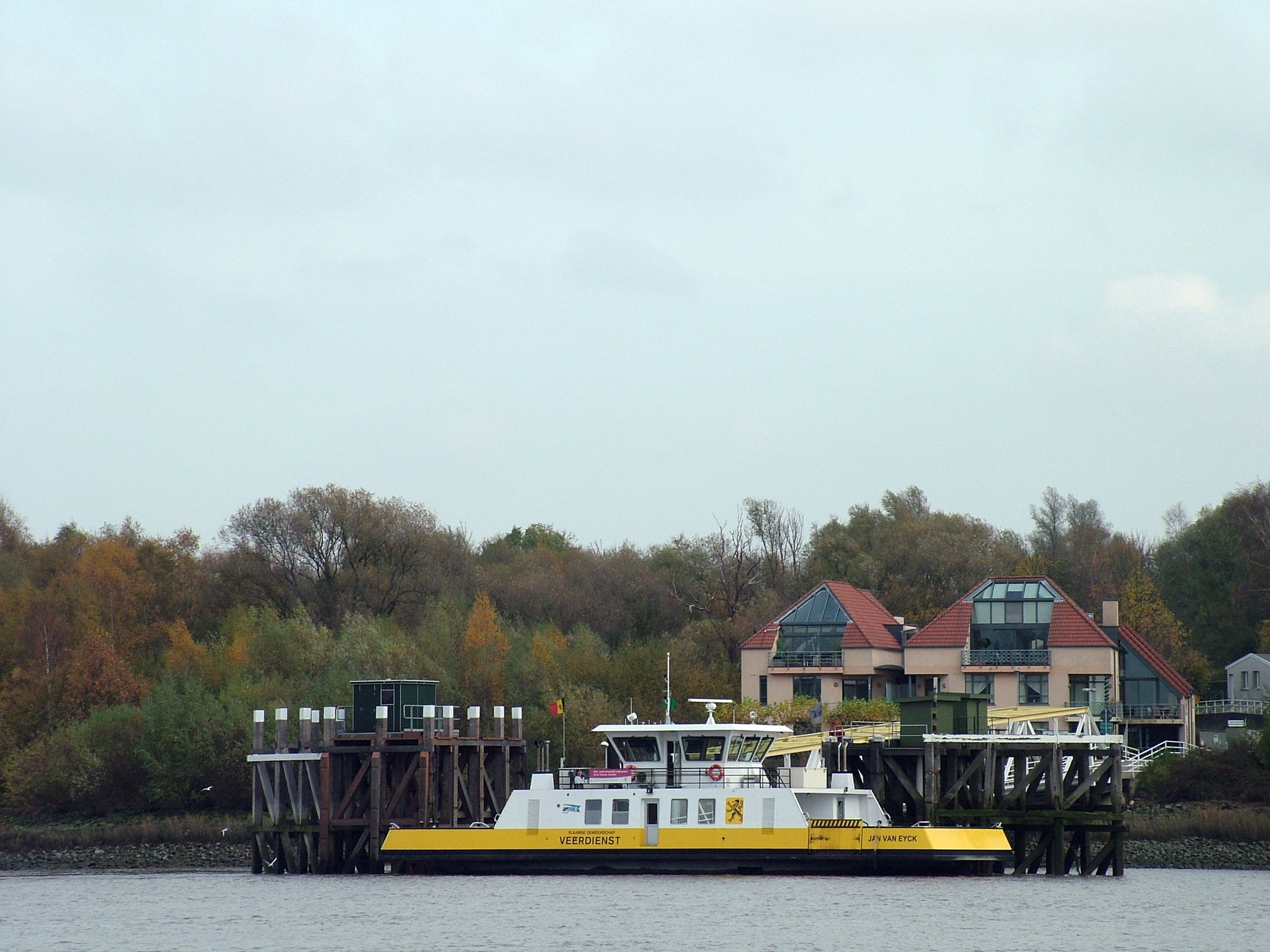
Veerdienst Bazel-Hemiksem anno 2008, gezicht vanop de oever te Bazel richting Hemiksem

In die tijd ook moet de veerdienst over de Schelde, van Bazel naar Hemiksem ontstaan zijn. In 1232 werd dit veer bediend door Willem van Callebeek, die eigendom had aan de rivier, aan de kant van Hemiksem. Callebeek is de naam van een beek, en van de bewoning daarrond, waar dat veer aanlegt. In 1334 bediende ene Jan Van Callebeke de veerdienst. Het Kallebeekveer bestaat nu nog, en is een toeristische trekpleister vanwege de mooie wandeling naar het kasteel Wissekerke. In die tijd echter moet het een belangrijke verkeersader geweest zijn. In 1244 werd immers de Sint-Bernardusabdij (Hemiksem) gebouwd, vlak bij Callebeek, en de paters verwierven al spoedig eigendommen in Bazel en omstreken. Ook luidden de bakstenen die zij voor de bouw van hun abdij zelf bakten, het begin in van de bloeiende baksteennijverheid in zowel de Rupelstreek als aan de Bazelse kant van de Schelde, waar de Boomse kleilaag doorloopt. Door die groei kon trouwens in de 13e of 14e eeuw de parochie Kruibeke onafhankelijk van Bazel worden.
Nochtans was de steenbakkerij, samen met de potten- en tegelbakkerij, al van in de Romeinse tijd bekend in deze streek. Ook Raas van Barsele heeft waarschijnlijk al de plaatselijk gebakken steen gebruikt: onlangs werden bij werken in de kelder van het kasteel grotere bakstenen gevonden dan die van het huidige gebouw, wat kenmerkend is voor die tijd. Ook toen onlangs de kasteelvijver werd drooggelegd voor ruimingswerken, kwam midden in de vijver een oude dam op de Vaart blootliggen, uit die grote steen aangelegd (aan de waterkant verstevigd met natuursteen).

### Wisselend bezit
In 1364 wordt de romaanse gebedsplaats vlak bij het kasteel Wissekerke vervangen door een gotische kruiskerk.
In de volgende eeuw vinden we terug meer gegevens over Bazel, en via het kasteel Wissekerke. In 1437 verkocht ene Jacob Uten Hamme het kasteel en de heerlijkheid aan Robert van Rotselaer. In 1468 wordt Kateline van Rotselaer nog vermeld als eigenares van het goed, ondanks de woelige gebeurtenissen enkele jaren eerder. Op 16 juni 1452 was de Bazelse Hanewijkkouter, aan de huidige grens met Rupelmonde, het toneel van de Slag van Bazel. In de geschriften over de slag wordt ook reeds het gebouw de Eenhoorn vermeld, dan toen zetel was van de vierschaar en vergaderplaats voor het hoofdcollege van schepenen van het land van Waas. Het gebouw waar nu taverne De Eenhoorn huist, is pas later, in 1590 gebouwd op dezelfde plaats. De eenhoorn siert overigens nog steeds het wapen en de vlag van de fusiegemeente Kruibeke, en het wapen van de deelgemeente Kruibeke.

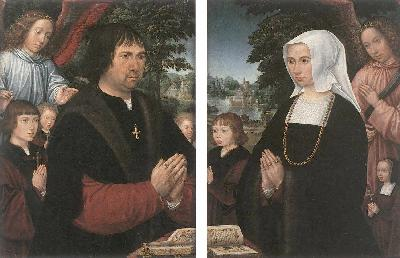
Lieven van Pottelsberge en zijn vrouw Livina van Steelandt

Het kasteel Wissekerke werd in 1510 voor de laatste keer verkocht (tot de gemeente Kruibeke het kocht in 1989) aan Lieven van Pottelsberghe, vooraanstaand Gents burger en raadsheer van keizer Karel V: Lieven was boventallig raadsheer bij de Raad van Vlaanderen in 1509, gewoon raadsheer in 1514, en in 1517 raadsheer in de Geheime Raad, en verder hoofdschepen van het land van Waas, hoogbaljuw van het land van Dendermonde, verantwoordelijke voor de bewaking van het Gravensteen én van de leeuwen van het leeuwenhok in Gent. Een machtig man dus. Livina van Steelandt, de laatste loot in de afstamming van de familie Alijn, die het Alijns-godshuis in Gent stichtten (thans museum Huis van Alijn), was de vrouw van Lieven van Pottelberghe. De van Steelandts hadden trouwens, naast Lieven van Pottelsberghe, nog 7 andere familieleden of aangetrouwden in de Raad van Vlaanderen zitten. Lieven van Pottelsberghe liet in 1520 het kasteel Wissekerke grondig verbouwen, of zelfs herbouwen, voor hun zoon Frans. Toen die na de dood van Lieven van Pottelsberghe (2 juli 1539) kinderloos stierf in 1544, ging het kasteel Wissekerke niet naar diens weduwe Jacoba de Bonnières, maar naar Livina. Die liet het aan haar broer Servaes van Steelandt, hoogbaljuw van Waas.
Dat moet voor 1562 zijn, want niet alleen sterft Livina van Steelandt op 3 april van dat jaar, in 1562 wordt ook de linkervleugel van het kasteel van Wissekerke vernietigd door de troepen van Filips van Marnix van Sint-Aldegonde, in het kader van de voorbereidingen tot de Nederlandse opstand. Ironisch, want Marnix keerde juist terug van het Zwítserse Bazel, waar hij bij Johannes Calvijn theologie had gestudeerd. Na de dood van Servaes van Steelandt kwam het goed voor een korte periode aan zijn zoon Willem, en in 1564 aan zijn kleinzoon Servaes van Steelandt (II), die een grote rol speelde in de Nederlandse opstand.

### Overgave aan Farnese
In januari 1583 was een aanval van Willem van Oranje op Antwerpen afgeslagen. Alexander Farnese rukte eind augustus op tot Eeklo. Het was daar, begin september 1583, dat de hoogbaljuw van het land van Waas, Servaes van Steelandt II, heer van Wissekerke te Bazel, Alexander Farnese ging opzoeken om te onderhandelen over de overgave van het land van Waas. Op 29 oktober ontving hij de troepen van Farnese in zijn kasteel, en de volgende dag, 30 oktober 1583 droeg hij het land van Waas, met al de versterkingen die er zich toen bevonden, over aan de Spaanse veldheer. Aangezien daarmee ook geheel het Oostelijk deel van Zeeuws-Vlaanderen weer in de macht van Spanje kwam, werd Servaes van Steelandt door de Zeeuwen aanzien als een verrader. Dezelfde dag nog beschoten die het kasteel Wissekerke, waarbij de oostelijke vleugel afbrandde. Het moet echter gezegd dat van Steelandt niet op eigen initiatief had gehandeld. Hij was immers in het bezit van een volmacht, ondertekend door de Bazelse schepen Remakel Verstraeten: gezien de overmacht en de militaire successen van Farnese, had het schepencollege van het Waasland, zetelend te Bazel, daartoe besloten. Feit is dat van Steelandt 3 jaar later door Farnese beloond werd met het gezag over de troepen in het Waasland.

Wapen van Zwake

In 1590 laat Servaes de schade aan het kasteel Wissekerke herstellen. Hij stierf in 1607, en via zijn dochter Margaretha kwam de heerlijkheid van Bazel aan haar man Filip de Recourt de Lens et de Licques. Alhoewel die familienaam verwijst naar 3 dorpjes in Noord-Frankrijk, was die familie goed ingeburgerd in de streek. Zo is het wapen van de oude Zeeuwse gemeente Zwake, via 's-Gravenpolder nu deel van Borsele, dat van deze familie, en de Bazelse Recourts werden ook graaf van Rupelmonde. Filip de Recourt de Lens et de Licques bekwam in 1630 de verheffing tot baronnie van Wissekerke,. De familietak stierf echter 5 generaties later uit, met Ivo Maria Joseph de Licques, in 1745. Erfopvolgers waren Désiré Antoon de la Kethulle, en vanaf 1779 de familie Vilain XIIII, een Gentse familie die later ook een belangrijke rol zou spelen bij het ontstaan van de Belgische staat.
Vanaf 1904 tot 1952 reed hier ook tramlijn H Van Hamme naar Antwerpen-Linkeroever.

## Geografie
Bazel wordt van Kruibeke, en verderop van Haasdonk, gescheiden door de Barbierbeek, en van Rupelmonde door de Hanewijkbeek. Bazel staat in de lijst van de 50 mooiste dorpen van Vlaanderen.

## Demografische ontwikkeling
- Bronnen:NIS, Opm:1831 tot en met 1970=volkstellingen; 1976 = inwoneraantal op 31 december
- 1890*: Afsplitsing van Steendorp als zelfstandige gemeente in 1881

## Bezienswaardigheden

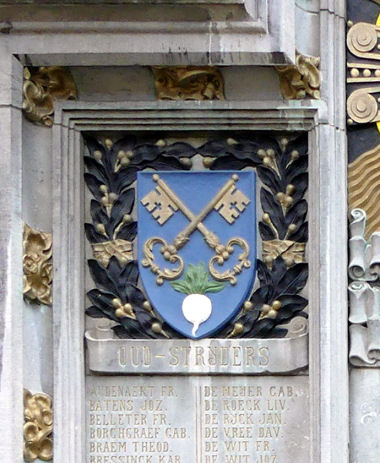
Wapenschild op het oorlogsmonument.

- De dorpskern van Bazel is geklasseerd als beschermd dorpsgezicht
- Kasteel Wissekerke
- Sint-Petruskerk

## Natuur en landschap
Bazel ligt aan de Schelde en het gebied is 2-10 meter hoog. Tussen de dorpskom en de rivier ligt een halfoverstromingsgebied, de Polders van Kruibeke. De Barbierbeek mondt ten noorden van Bazel in de Schelde uit via de Barbierbeekgeul. Deze is, evenals de Kruibeekse Kreek, in 1715 tijdens een dijkdoorbraak ontstaan. De huidige zomerdijk kent al een geschiedenis vanaf de 13e eeuw, waarin ook vele dijkdoorbraken plaatsgevonden hebben. Dicht tegen de bebouwing aan ligt de winterdijk. Een veerdienst verbindt Bazel met Hemiksem.

## Politiek

### Lijst van burgemeesters
| Tijdspanne | Tijdspanne  | Burgemeester                          |
| ---------- | ----------- | ------------------------------------- |
|            | 1800 - 1856 | Philippe Vilain XIIII (katholiek)     |
|            | 1856 - 1886 | Alfred Vilain XIIII (katholiek)       |
|            | 1886 - 1921 | Stanislas Vilain XIIII (Kath. Partij) |
|            | 1921 - 1931 | Georges Vilain XIIII (Kath. Partij)   |
|            | 1931 - 1939 | Charles Vilain XIIII (Kath. Partij)   |
|            | ...         |                                       |
|            | 1959 - 1976 | Georges Verberckmoes (CVP)            |

### Resultaten gemeenteraadsverkiezingen
Onderstaande tabel toont de evolutie in de zetelverdeling van de Bazelse gemeenteraad tussen 1927 en 1964. De getallen zijn gebaseerd op de Gazette van Temsche.
| Partij | Partij                                           | 1921 | 1926 | 1932 | 1938 | 1946 | 1952 | 1958 |
| ------ | ------------------------------------------------ | ---- | ---- | ---- | ---- | ---- | ---- | ---- |
|        | KVB1 / KVV2 / CVP3                               | 81   | 91   | 91   | 92   | 83   | 73   | 83   |
|        | Front1 / VNV2 / Lijst Broeckx3 / KVP4 / Heyrman5 | 31   | 21   | 2    | 2    | 23   | 24   | 25   |
|        | BSP                                              | -    | -    | -    | -    | 1    | 2    | 1    |
| Totaal | Totaal                                           | 11   | 11   | 11   | 11   | 11   | 11   | 11   |

De zetels van de gevormde coalitie krijgen als achtergrondkleur de partijkleur. De zetels van de lijst die de burgemeester levert, staan vetjes afgedrukt.

## Cultuur

### Bijnaam
Een inwoner van Bazel wordt een Bult of Bultenaar genoemd.

### Wapen en vlag van de vroegere gemeente
Voor de fusie in 1977 had Bazel als zelfstandige gemeente een eigen wapen en vlag. Het wapen werd aan Bazel verleend bij Koninklijk Besluit van 15 juni 1853, waarbij de blazoenering als volgt luidt: "Achtergrond van lazuur met twee gouden sleutels, afgewend en in schuinkruis geplaatst, in de punt vergezeld van een raap in natuurkleur". De twee sleutels verwijzen naar Petrus, de patroonheilige van Bazel. In Matteüs 16:19 zegt Jezus immers tegen Petrus: "Ik zal je de sleutels van het koninkrijk van de hemel geven." (Nieuwe Bijbelvertaling). De raap is het symbool van het Land van Waas. De vlag van Bazel was van blauw en geel, het blauw aan de stok, evenals de naburige gemeenten Rupelmonde en Temse.

## Bekende inwoners
- Peter De Wilde (1969), administrateur-generaal Toerisme Vlaanderen, Nationaal voorzitter Davidsfonds
- Hubert Damen, acteur
- Antoine Denert, politicus, burgemeester van Kruibeke
- Koen Maris, ex-wereldkampioen powerman duathlon, ex-belgisch kampioen duathlon
- Amedee Verbruggen, Vlaams-nationalistisch voorman
- de broers Robert Mosuse en Ronny Mosuse, Vlaamse zangers
- de familie van burggraaf Vilain XIIII, edellieden en politici
  - Sophie-Louise-Zoé de Feltz, hofdame van de keizerin van Frankrijk en van de koningin der Belgen

## Nabijgelegen kernen
Kruibeke, Rupelmonde, Hemiksem (veer), Haasdonk